# Eugen Beleș
Eugen Beleș (n. 1878, Radna, Arad - d. 1943, Arad) a fost un deputat în Marea Adunare Națională de la Alba Iulia, organismul legislativ reprezentativ al „tuturor românilor din Transilvania, Banat și Țara Ungurească”, cel care a adoptat hotărârea privind Unirea Transilvaniei cu România, la 1 decembrie 1918.:p. 78

## Biografie
Eugen Beleș a studiat dreptul și a fost avocat în Lipova. Din 1918 a fost comandantul Gărzii Naționale Române. din plasa Radna. Iar din 1921 a fost notar public în Arad :p. 78